# (18949) Tumaneng
(18949) Tumaneng (2000 QX85) – planetoida z pasa głównego asteroid okrążająca Słońce w ciągu 3,49 lat w średniej odległości 2,3 j.a. Odkryta 25 sierpnia 2000 roku.